# Finsterkarspitze (Venedigergruppe)
Die Finsterkarspitze ist ein 3029 m ü. A. hoher Berggipfel der Lasörlinggruppe in der Venedigergruppe in Osttirol (Österreich). Er liegt im Nordwesten Osttirols an der Gemeindegrenze zwischen St. Jakob in Defereggen und Prägraten am Großvenediger. Die Finsterkarspitze wurde erstmals im Juli 1894 von J. Erlsbacher, vermutlich gemeinsam mit V. Ladstätter, über den Ostgrat bestiegen.

## Lage
Die Finsterkarspitze liegt im Westen der Lasörlinggruppe und besteht aus dem Südost- oder Hauptgipfel (3029 m ü. A.) und dem Nordwestgipfel (3028 m ü. A.). Der Doppelgipfel wird im Nordwesten durch die Rote Lenke (2794 m ü. A.) von der Gösleswand (2912 m ü. A.) getrennt, der Ostgrat verläuft über die Dürrfeldscharte (2900 m ü. A.) zum Dürrfeldeck (2977 m ü. A.) und zum Stampfleskopf (3071 m ü. A.). Vom Hauptgipfel zweigt zudem der Südgrat zum Kesselpater (2985 m ü. A.) ab, wobei zwischen den beiden Gipfeln die Finsterkarscharte (2954 m ü. A.) liegt. Südlich der Finsterkarspitze liegt das Trojeralmtal, nördlich der Beginn des Kleinbachtals.

## Aufstiegsmöglichkeiten
Die meistbegangene Variante führt von der Neuen Reichenberger Hütte  über den Südwestanstieg, wobei der Aufstieg aus dem Finsterkar über eine Schuttflanke erfolgt (I). Am Nordwestgrat bestehen zwei verschieden schwierige Varianten, wobei die einfachere zunächst in Richtung der Roten Lenke führt, jedoch auf halber Höhe in den Finsterkarboden abzweigt und danach in eine Scharte führt, von der man am Grat den Gipfel erreicht (I). Die schwierigere Variante führt von der Reichenberger Hütte in die Rote Lenke und danach entlang des kompletten Nordwestgrats (II) auf den Gipfel. Weitere Varianten bestehen aus der Finsterkarscharte über den kurzen Südgrat entlang steiler Platten auf den Südostgipfel (I) und aus der Dürrfeldscharte über den Ostgrat (Faule Ader) (I-II).